# María Hervás
María Sanz Hervás (Madrid, 15 de marzo de 1987), artísticamente conocida como María Hervás, es una actriz española de cine, teatro y televisión, conocida especialmente por su vis cómica en series como El pueblo o Machos alfa. En teatro, ha representado obras de alto contenido social como Confesiones a Alá, Iphigenia en Vallecas y Jauría, además de haber desarrollado proyectos propios como escritora, adaptadora y directora.

## Biografía
Nacida en Madrid en marzo de 1987, es hija de un empleado de Correos y una transportista. Empezó la carrera de Arquitectura, aunque decidió apostar por su carrera como actriz y no la terminó. Más tarde estudió arte dramático y danza en la escuela de Cristina Rota de Madrid. Actualmente estudia el grado de filosofía en la UNED.
Ha sido ganadora del Premio Fundación Princesa de Girona Artes y Letras 2022, según el jurado, por su sensibilidad, creatividad y espíritu de superación que «sintoniza con las inquietudes de nuestro tiempo y de las generaciones más jóvenes, que la han convertido en un referente»".

### Carrera profesional
Debutó en televisión, en 2007, en la sexta temporada de la serie de Telecinco Los Serrano en el papel de Susana. A esta le siguió La pecera de Eva (2010-2011) donde tuvo un papel protagonista interpretando a Sonia y El Barco (2010-2012), donde fue figurante, como uno de los tantos supervivientes que quedaron a bordo del barco Estrella Polar, después del desastre y tsunamis que arrasaron la Tierra. En verano de 2012 grabó la webserie Vidas Alternativas junto a Sergio Parralejo, Eduardo Ferrés, Paula López-Bravo, Ismael Sanz, Víctor Merchán y Paloma Porcel.
En 2012, fundó la compañía teatral de improvisación, Improclan, junto a Edu Ferrés, Juan Dávila, y Juan Carlos Librado y representó Mucho ruido y pocas nueces. Y en 2014 y 2015 protagonizó la obra Confesiones a Alá, con adaptación y dirección de Arturo Turón, por la que fue nominada al VIII Premio Valle-Inclán de Teatro.
Su primer papel en cine fue en la comedia Cómo sobrevivir a una despedida (2015), dirigida por Manuela Burtó, junto a Natalia de Molina, Úrsula Corberó, Brays Efe y Celia de Molina. En ese mismo año participa en la serie de comedia de Telecinco Aquí Paz y después Gloria interpretando a Melany, y en Carlos, Rey Emperador, la serie histórica de TVE poniéndose en la piel de Margarita de Angulema.
Durante 2015 y 2016 participó en la tercera y cuarta temporada de Gym Tony, serie de Cuatro, interpretando a Miranda. En 2016 hizo una participación capitular en el último episodio de la primera temporada de Paquita Salas, ficción creada por Javier Ambrossi y Javier Calvo e intervino en 26 capítulos de Seis Hermanas, una serie diaria de época de sobremesa de La 1.
Entre 2017 y 2019 protagonizó la obra en verso Iphigenia en Vallecas, adaptación de Iphigenia in Splott de Gary Owen que ella misma realizó: compró los derechos, la tradujo y la adaptó .Por dicho montaje, Hervás fue galardonada con numerosos premios, entre ellos el Premio Unión de Actores a la Mejor actriz protagonista de teatro o el Premio MAX a la mejor actriz. En 2018 intervino en dos capítulos de la serie Arde Madrid, creada por Paco León y Anna R. Costa y producida por Movistar+.
En 2019 se incorpora como personaje regular a la undécima temporada de la serie La que se avecina para interpretar a Martina .  Y repite con los creadores de esta ficción, Alberto Caballero y Laura Caballero. en su nueva comedia, también para Telecinco, El pueblo (2019)    en la que Hervás interpretó a Amaya González durante las cuatro temporadas de la serie. En enero de ese mismo año, 2019, estrenó como protagonista la obra de teatro Jauría, escrita por Jordi Casanovas y dirigida por Miguel del Arco y que retrata los hechos de El Caso de La Manada, violencia sexual grupal, sucedido en julio de 2016 en Pamplona. La actriz ganó el Fotograma de Plata a la mejor actriz de teatro por dicho montaje.
En 2020 participó en la tercera temporada de Vergüenza, serie de Movistar+ protagonizada por Malena Alterio y Javier Gutiérrez. También tuvo una breve aparición en La valla para Antena 3. Y en febrero de 2021 estrenó en Antena 3  La cocinera de Castamar, serie de época que adapta la novela homónima de Fernando J. Múñez, protagonizada por Michelle Jenner, Hugo Silva y Maxi Iglesias, en la que ella interpreta a Amelia Castro, joven de origen noble en busca de un marido que le permita mantener su estatus.
Siguió compaginando las series teatro, como Yerma (2023), y obras donde arriesga mucho, como The Second Woman, montaje de 24 horas, con ella como única actriz, dentro del Grec Festival (Festival Griego), en el Teatre Lliure, Barcelona, en julio de 2024. Una misma escena repetida 100 veces con 100 hombres voluntarios, sobre identidad de género y los privilegios masculinos. La versión inglesa la protagonizó Ruth Wilson. Se anuncia que lo representará en Sevilla, en octubre y en Madrid, en noviembre, de ese año.
En febrero de 2024, Hervás dice que prepara su primer poemario que publicará en 2025, año en el que desea dar el salto a la dirección.

## Filmografía

### Televisión
| Año         | Título                    | Personaje             | Notas         |
| ----------- | ------------------------- | --------------------- | ------------- |
| 2007        | Los Serrano               | Susana                | 24 episodios  |
| 2008        | La tira                   | Extra                 | 1 episodio    |
| 2010 – 2011 | La pecera de Eva          | Sonia Gómez Luján     | 60 episodios  |
| 2015        | Aquí Paz y después Gloria | Melany                | 8 episodios   |
| 2015        | Carlos, Rey Emperador     | Margarita de Angulema | 4 episodios   |
| 2015 – 2016 | Gym Tony                  | Miranda Lily          | 167 episodios |
| 2016        | Paquita Salas             | Camarera              | 1 episodio    |
| 2016        | Seis hermanas             | Inés Villamagna       | 24 episodios  |
| 2017        | Indetectables             | Estefanía             | 1 episodio    |
| 2018        | Arde Madrid               | Isabel                | 2 episodios   |
| 2019        | La que se avecina         | Martina               | 9 episodios   |
| 2019 – 2023 | El pueblo                 | Amaya González Agudo  | 32 episodios  |
| 2020        | Vergüenza                 | Maite                 | 5 episodios   |
| 2020        | La valla                  | Clara                 | 2 episodios   |
| 2021        | La cocinera de Castamar   | Amelia Castro         | 12 episodios  |
| 2022 – 2024 | El inmortal               | Isabel                | 14 episodios  |
| 2022 – 2025 | Machos alfa               | Daniela Galván        | 30 episodios  |

### Cine
| Año  | Título                          | Personaje   | Director               |
| ---- | ------------------------------- | ----------- | ---------------------- |
| 2015 | Cómo sobrevivir a una despedida | Tania       | Manuela Burló Moreno   |
| 2017 | Es por tu bien                  | Jazmín      | Carlos Therón          |
| 2018 | Call TV                         | Lucía       | Norberto Ramos del Val |
| 2019 | Taxi a Gibraltar                | Rosario     | Alejo Flah             |
| 2021 | El Cover                        | Moni        | Secun de la Rosa       |
| 2021 | La familia perfecta             | Olmedo      | Arantxa Echevarría     |
| 2022 | Por los pelos                   | Umay        | Nacho G. Velilla       |
| 2024 | Políticamente incorrectos       | Lourdes     | Arantxa Echevarría     |
| 2024 | Cuerpo escombro                 | Mari Carmen | Curro Velázquez        |

## Teatro
- 2014. Confesiones a Alá (Confidences à Allah) de Saphia Azzedine - Jbara. Teatro Lara, Madrid.
- 2015. Pingüinas de Fernando Arrabal - Leonor de Torreblanca. Teatro Español. Naves del Matadero, Madrid.
- 2015. Amnesia (una de las cinco piezas performáticas de TeatroSOLO) de Matías Umpiérrez. Teatro María Guerrero, Madrid.
- 2017. Los Gondra (una historia vasca) de Borja Ortiz de Gondra . Centro Dramático Nacional. Sala Francisco Nieva (Teatro Valle-Inclán), Madrid.
- 2017-2019. Iphigenia en Vallecas (Iphigenia in Splott) de Gary Owen - Iphi. Pavón Teatro Kamikaze (antiguo Teatro Pavón), Madrid, Gira.[16]
- 2019. Jauría de Jordi Casanovas
- 2019. Metamorfosis de Mary Zimmerman de David Serrano y Jesús Cimarro. Festival Internacional de Teatro Clásico de Mérida.
- 2022. Yerma de Federico García Lorca. Teatre Lliure de Barcelona.
- 2024. The Second Woman. de Anna Breckon y Nat Randall, estreno en Teatre Lliure, Barcelona.[34]

### Cortometraje
- 2009. The Moment After - Ella misma - Cortometraje
- 2015. Si tuvieran ojos - Marta - Cortometraje
- 2015. Yo, Ulrike, grito - Ulrike Meinhof - Cortometraje
- 2015. Exhalación - Mujer - Cortometraje
- 2017. Yo también - Primer cortometraje de la serie Indetectables

### Videoclips
- 2017 - Luna Negra - Beltran - Videoclip (BoltMusic)

## Premios
| Año  | Categoría              | Trabajo nominado | Resultado | Ref.   |
| ---- | ---------------------- | ---------------- | --------- | ------ |
| 2020 | Mejor actriz de teatro | Jauría           | Ganadora  | [ 35 ] |

| Año  | Categoría                           | Trabajo nominado      | Resultado | Ref.   |
| ---- | ----------------------------------- | --------------------- | --------- | ------ |
| 2018 | mejor actriz protagonista de teatro | Iphigenia en Vallecas | Ganadora  | [ 36 ] |

| Año  | Categoría                           | Trabajo nominado      | Resultado | Ref.   |
| ---- | ----------------------------------- | --------------------- | --------- | ------ |
| 2019 | Mejor actriz protagonista de teatro | Iphigenia en Vallecas | Ganadora  | [ 37 ] |

| Año  | Categoría                    | Trabajo nominado | Resultado | Ref. |
| ---- | ---------------------------- | ---------------- | --------- | ---- |
| 2019 | Mejor actriz de cortometraje | La guarida       | Nominada  |      |

### Reconocimientos
- 2012: Premio de Honor en el Festival Ciudad de Palencia a la trayectoria.
- 2022: Premio de Artes y Letras en los Premios Fundación Princesa de Girona.[38]
- 2023: Premio Talía de la Academia de las Artes Escénicas al joven talento.[39]